# Kiiu
Kiiu est un petit bourg de la paroisse de Kuusalu dans le Harjumaa en Estonie. Le bourg a 859 habitants(01/01/2012) .